# Heteroconchia
Heteroconchia là một phân loại phân thứ lớp của trai nước mặn, động vật thân mềm hai mảnh vỏ ở biển, thuộc phân lớp Autobranchia.
Phân thứ lớp này bao gồm các loài trai ăn được, sò huyết và ngao.

## Các bộ và họ
Cây sau đây là thông tin của chúng đã được cập nhật với thông tin mới nhất từ Cơ sở dữ liệu sinh vật biển:
Phân thứ lớp: Heteroconchia
- Họ chưa được phân loại: †Lipanellidae
- Subterclass: Archiheterodonta[2][3]
  - Bộ: †Actinodontida[4]
    - Liên họ: †Amnigenioidea
      - Họ: †Amnigeniidae
      - Họ: †Montanariidae
      - Họ: †Zadimerodiidae

    - Liên họ: †Anodontopsoidea
      - Họ: †Actinodontidae
      - Họ: †Anodontopsidae
      - Họ: †Baidiostracidae
      - Họ: †Cycloconchidae
      - Họ: †Intihuarellidae
      - Họ: †Redoniidae

    - Liên họ: †Nyassoidea
      - Họ: †Nyassidae

    - Liên họ: †Oriocrassatelloidea
      - Họ: †Crassatellopsidae
      - Họ: †Oriocrassatellidae

    - Liên họ: †Palaeomuteloidea
      - Họ: †Palaeomutelidae

  - Bộ: Carditida[5]
    - Họ chưa được phân loại: †Archaeocardiidae
    - Họ chưa được phân loại: †Eodonidae
    - Liên họ: Carditoidea
      - Họ: †Cardiniidae
      - Họ: Carditidae
      - Họ: Condylocardiidae

    - Liên họ: Crassatelloidea
      - Họ: †Aenigmoconchidae
      - Họ: Astartidae
      - Họ: Crassatellidae
      - Họ: †Myophoricardiidae
- Subterclass: Euheterodonta[6]
  - Chưa được phân loại: Euheterodonta[7]
    - Liên họ: †Babinkoidea
    - Liên họ: †Orthonotoidea

  - Liên bộ: Anomalodesmata[8]
    - Liên họ: Clavagelloidea
      - Họ: Clavagellidae
      - Họ: Penicillidae

    - Liên họ: Cuspidarioidea
      - Họ: Cuspidariidae
      - Họ: Halonymphidae
      - Họ: Protocuspidariidae
      - Họ: Spheniopsidae

    - Liên họ: Myochamoidea
      - Họ: Cleidothaeridae
      - Họ: Myochamidae

    - Liên họ: Pandoroidea
      - Họ: Lyonsiidae
      - Họ: Pandoridae

    - Liên họ: Pholadomyoidea
      - Họ: †Arenigomyidae
      - Họ: †Margaritariidae
      - Họ: Parilimyidae
      - Họ: Pholadomyidae
      - Họ: †Ucumariidae

    - Liên họ: Poromyoidea
      - Họ: Cetoconchidae
      - Họ: Poromyidae

    - Liên họ: Thracioidea
      - Họ: †Burmesiidae
      - Họ: Clistoconchidae
      - Họ: Laternulidae
      - Họ: Periplomatidae
      - Họ: Thraciidae

    - Liên họ: Verticordioidea
      - Họ: Euciroidae
      - Họ: Lyonsiellidae
      - Họ: Verticordiidae

  - Liên bộ: Imparidentia[9]
    - Chưa được phân loại: Imparidentia
      - Họ chưa được được phân loại: †Palaeocarditidae
      - Liên họ: Cyamioidea
        - Họ: Cyamiidae
        - Họ: Galatheavalvidae
        - Họ: Sportellidae

      - Liên họ: Gaimardioidea
        - Họ: Gaimardiidae

      - Liên họ: †Grammysioidea
        - Họ: †Grammysiidae
        - Họ: †Sanguinolitidae

      - Liên họ: †Kalenteroidea
        - Họ: †Kalenteridae

    - Bộ: Adapedonta[10]
      - Liên họ: †Edmondioidea
        - Họ: †Edmondiidae
        - Họ: †Pachydomidae

      - Liên họ: Hiatelloidea
        - Họ: Hiatellidae

      - Liên họ: Solenoidea
        - Họ: Pharidae
        - Họ: Solenidae

    - Bộ: Cardiida[11]
      - Liên họ: Cardioidea
        - Họ: Cardiidae
        - Họ: †Pterocardiidae

      - Liên họ: Tellinoidea
        - Họ: Donacidae
        - Họ: †Icanotiidae
        - Họ: Psammobiidae
        - Họ: †Quenstedtiidae
        - Họ: Semelidae
        - Họ: Solecurtidae
        - Họ: †Sowerbyidae
        - Họ: †Tancrediidae
        - Họ: Tellinidae
        - Họ: †Unicardiopsidae

    - Bộ: Galeommatida[12]
      - Liên họ: Galeommatoidea
        - Họ: Basterotiidae
        - Họ: Galeommatidae
        - Họ: Lasaeidae

    - Bộ: Gastrochaenida[13]
      - Liên họ: Gastrochaenoidea
        - Họ: Gastrochaenidae

    - Bộ: †Hippuritida (rudists)[14]
      - Phân bộ: †Hippuritidina
        - Liên họ: †Caprinoidea
          - Họ: †Antillocaprinidae
          - Họ: †Caprinidae
          - Họ: †Caprinuloideidae
          - Họ: †Ichthyosarcolitidae

        - Liên họ: †Radiolitoidea
          - Họ: †Caprinulidae
          - Họ: †Caprotinidae
          - Họ: †Diceratidae
          - Họ: †Hippuritidae
          - Họ: †Monopleuridae
          - Họ: †Plagioptychidae
          - Họ: †Polyconitidae
          - Họ: †Radiolitidae
          - Họ: †Trechmannellidae

      - Phân bộ: †Requieniidina
        - Liên họ: †Requienioidea
          - Họ: †Epidiceratidae
          - Họ: †Requieniidae

    - Bộ: Lucinida[15]
      - Liên họ: Lucinoidea
        - Họ: Lucinidae
        - Họ: †Mactromyidae
        - Họ: †Paracyclidae

      - Liên họ: Thyasiroidea
        - Họ: Thyasiridae

    - Bộ: †Megalodontida[16]
      - Liên họ: †Mecynodontoidea
        - Họ: †Beichuaniidae
        - Họ: †Congeriomorphidae
        - Họ: †Mecynodontidae
        - Họ: †Plethocardiidae
        - Họ: †Prosocoelidae

      - Liên họ: †Megalodontoidea
        - Họ: †Ceratomyopsidae
        - Họ: †Dicerocardiidae
        - Họ: †Megalodontidae
        - Họ: †Pachyrismatidae
        - Họ: †Wallowaconchidae

    - Bộ: †Modiomorphida[17]
      - Liên họ: †Modiomorphoidea
        - Họ: †Cypricardiniidae
        - Họ: †Hippopodiumidae
        - Họ: †Modiomorphidae
        - Họ: †Palaeopharidae
        - Họ: †Tusayanidae

    - Bộ: Myida[18]
      - Liên họ: Dreissenoidea
        - Họ: Dreissenidae

      - Liên họ: Myoidea
        - Họ: Corbulidae
        - Họ: Myidae
        - Họ: †Pleurodesmatidae
        - Họ: †Raetomyidae

      - Liên họ: Pholadoidea
        - Họ: Pholadidae
        - Họ: Teredinidae (shipworms)
        - Họ: Xylophagaidae

      - Liên họ: †Pleuromyoidea
        - Họ: †Ceratomyidae
        - Họ: †Pleuromyidae
        - Họ: †Vacunellidae

    - Bộ: Sphaeriida[19]
      - Liên họ: Sphaerioidea
        - Họ: †Neomiodontidae
        - Họ: Sphaeriidae

    - Bộ: Venerida[20]
      - Liên họ: †Anthracosioidea
        - Họ: †Anthracosiidae
        - Họ: †Ferganoconchida
        - Họ: †Shaanxiconchidae

      - Liên họ: Arcticoidea
        - Họ: Arcticidae
        - Họ: †Pollicidae
        - Họ: Trapezidae
        - Họ: †Veniellidae

      - Liên họ: Chamoidea
        - Họ: Chamidae

      - Liên họ: Cyrenoidea
        - Họ: Cyrenidae
        - Họ: Cyrenoididae
        - Họ: Glauconomidae

      - Liên họ: Glossoidea
        - Họ: Glossidae
        - Họ: Kelliellidae
        - Họ: †Lutetiidae
        - Họ: Vesicomyidae

      - Liên họ: Hemidonacoidea
        - Họ: Hemidonacidae

      - Liên họ: Mactroidea
        - Họ: Anatinellidae
        - Họ: Cardiliidae
        - Họ: Mactridae
        - Họ: Mesodesmatidae

      - Liên họ: †Palaeanodontoidea
        - Họ: †Palaeanodontidae

      - Liên họ: †Prilukielloidea
        - Họ: †Prilukiellidae
        - Họ: †Senderzoniellidae

      - Liên họ: Ungulinoidea
        - Họ: Ungulinidae

      - Liên họ: Veneroidea
        - Họ: †Isocyprinidae
        - Họ: Neoleptonidae
        - Họ: Veneridae

Ghi chú:
- Họ †Lyrodesmatidae được Bieler, Carter & Coan (2010) phân loại là Heterodonta không chắc chắn nhưng từ đó đã được xếp vào Palaeoheterodonta.[21]
- Họ †Redoniidae được Bieler, Carter & Coan (2010) phân loại là Heterodonta không chắc chắn nhưng sau đó đã được phân loại cụ thể hơn là Anodontopsoidea.[22]
- Họ †Lipanellidae được Bieler, Carter & Coan (2010) phân loại là Heteroconchia không chắc chắn (một đề xuất phân thứ lớp của phân lớp Autobranchia hai mảnh vỏ được đề xuất) nhưng kể từ đó đã được phân loại là Heterodonta không chắc chắn.[23]